# Imathia

Imathias tre kommuner: 1. Veroia, 2. Alexándreia, 3. Naousa.

Imathia (grekiska: Ημαθία) är en grekisk regiondel (perifereiakí enótita), fram till 2010 perfekturen Nomós Imathías, som ligger i regionen Mellersta Makedonien. Huvudstaden är Veria. Regiondelen är i sin tur uppdelad i de tre kommunerna Veroia, Alexándreia och Naousa.
Fram till år 2010 var Imathia en av Greklands prefekturer som då var indelad i 12 kommuner.